# Condado de Santa Inés

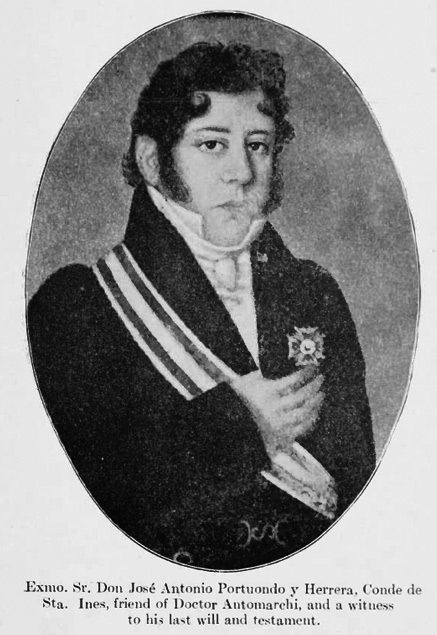
II Conde de Santa Inés: José Antonio Portuondo y Herrera

El Condado de Santa Inés es un título nobiliario español creado en el año 1819 por Fernando VII. El escudo de armas de los Condes de Santa Inés es como sigue: Cuartelado primero y cuarto en oro un jabalí de sable, andante; segundo y tercero en azur, una estrella de oro.

## Historia
En 1801, Carlos IV promulgó una real orden de gracias al sacar, publicada en La Habana en 1795, y completada con el arancel 1801, este último detallaba los servicios monetarios requeridos para solicitar las gracias, entre las que se incluía: la legitimación de hijos naturales de uniones consensuales, de hidalgos casados, etc. Esta real orden permitió al hijo de María Bravo, Bernardo José Bravo, acceder a la condición de hidalgo, y a sus nietos a dos de los cinco títulos nobiliarios de Santiago de Cuba: El Marqués de las Delicias de Tempú y el Conde de Santa Inés. María Bravo tuvo una unión consensual con Juan Francisco Portuondo. Bernardo José Bravo contribuyó con varias acciones a la Corona y por Real Cédula del 19 de noviembre de 1779, se le otorgó a su esposa Gabriela Rizo, el patronato y el derecho a construir la iglesia de la Santísima Trinidad. Después de 1786, amparados por Real Cédula, los hijos de ambos cónyuges llevarán el apellido Portuondo Rizo y fundarán los respectivos mayorazgos.
Fue concedido a Don José Joaquín Portuondo y Rizo (1762 - 1824), hijo de Don Bernardo José Portuondo y Bravo y de doña María Gabriela Rizo y Zebedes Ordóñez, se le concedió el título por Real despacho de 23 de diciembre de 1819, Caballero de la Flor de Liz de la Vendée de Francia, alcalde ordinario de la ciudad de Santiago de Cuba y ocupó el patronato de la iglesia de la Santísima Trinidad, fundado por sus padres y aprobado por Su Majestad el Rey. 

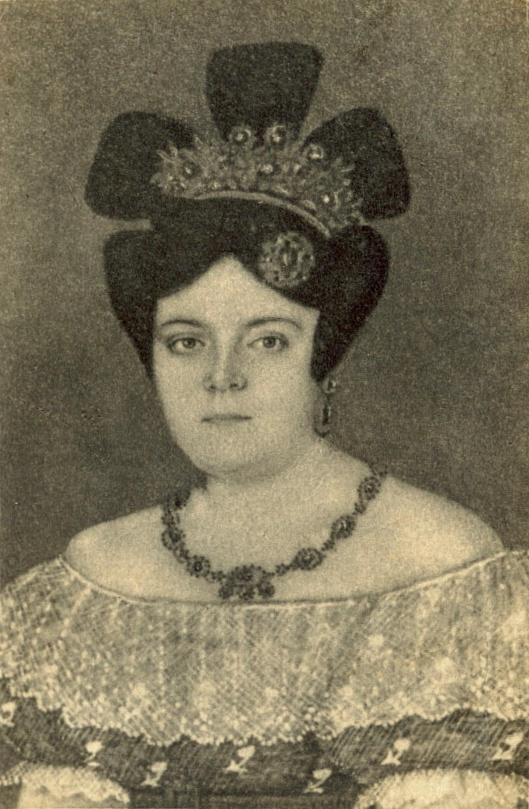
II Condesa de Santa Inés: María del Carmen Moya y Bayu

Casó en la Catedral de Santiago de Cuba el 2 de agosto de 1795, con doña María del Rosario Herrera y Moya y López de Cangas, hija de Don Alonso Herrera y Moya y González Regüeiferos, y de doña Catalina López de Cangas y Hechavarría. Tuvieron por hijos a: María de la Caridad, José María, Rita, Bernardo y José Antonio Portuondo y Herrera y Moya.
Don José Antonio Portuondo y Herrera, fue el segundo Conde de Santa Inés por Real Carta de Sucesión del año 1825 y se le concedió la Gran Cruz de Isabel la Católica. Nació en la ciudad de Santiago de Cuba en 1800 y fallece en 1882, casó con su María del Carmen Moya y Bayu, hija de Don Juan Crisostomo de Moya y Morejón, Brigadier de los Reales Ejércitos de Rey de la plaza de Santiago de Cuba, Caballero de la orden de San Hermenegildo
Don Juan Crisóstomo Miguel de la Trinidad Portuondo y Moya fue el Tercer Conde de Santa Inés; nació en la ciudad de Santiago de Cuba el 29 de septiembre de 1824 y fallece en la misma ciudad el 8 de febrero de 1888. Casó con Serafina Calzado y Suárez del Camino y tuvieron 8 hijos: Rita, Juan, María, Serafina, Ana, Octavio, Leopoldo y Leoncio. 
Rodulfo Gautier Portuondo es actualmente el cuarto de Conde de Santa Inés, químico de profesión, cuarto presidente de la Sociedad Puertorriqueña de Genealogía.